# Flughafen Bastia

i7
i11
i13
Der Flughafen Bastia-Poretta (IATA-Code: BIA, ICAO-Code: LFKB) liegt auf der französischen Insel Korsika im Département Haute-Corse, rund 20 km südlich von Bastia. Zahlreiche Ausbau- und Modernisierungsmaßnahmen am Flughafen haben zu einer seit Jahren steigenden Bedeutung des Flughafens für den Urlaubs- und Reiseverkehr auf Korsika beigetragen. Die Industrie- und Handelskammer von Bastia und Haute-Corse ist seit 1958 Betreiber des Flughafens. Nach Mitternacht hat der Flughafen geschlossen. Übernachtungen am Flughafen sind nicht möglich.

## Verkehrsanbindung
Mehrmals täglich verkehrt ein Shuttlebus zwischen dem Flughafen und der Haltestelle Bastia Préfecture am Bahnhof der CFC im Zentrum von Bastia mit einer Fahrzeit von etwa 30 Minuten.

## Ausstattung
- Am Flughafen kann JET A1 AVGAS getankt werden.
- Befeuerungen: PAPI auf 16 und 34.
- ILS Cat I ist vorhanden.
- Es gibt 19 Check-in-Schalter und zwei Abfertigungsgesellschaften.

## Zwischenfälle
- Am 22. März 1974 kam es in einer geparkten Sud Aviation Caravelle III der französischen Air Inter (Luftfahrzeugkennzeichen F-BSRY) auf dem Flughafen Bastia zu einer Explosion im vorderen Fahrwerkschacht, die erhebliche Schäden verursachte. Das Flugzeug wurde irreparabel beschädigt. Personen kamen nicht zu Schaden.[5]